# Chat (machine de guerre)
Pour les articles homonymes, voir Chat (homonymie).
Un chat est au Moyen Âge une machine de siège constituée d'un châssis généralement porté sur roues et recouvert de bois, de peaux mouillées ou de métal. 

## Description
Le chat constitue un matériel d'approche pour les assaillants, permettant aux sapeurs de s'approcher des murailles. Il s'agit d'un dispositif similaire aux protections qui équipaient les béliers.
Le dessin d'Eugène Viollet-le-Duc, ci-contre, donne un exemple de chat en avant-plan (désigné par la lettre A). Grâce au chat, les assaillants comblaient de divers matériaux le fossé rempli d'eau. Ce fossé empêchait les assaillants de s'approcher et de saper les remparts. En comblant ce fossé, l'ennemi pouvait progresser graduellement jusqu'au pied des remparts. L'ouverture sur le devant du chat permettait de jeter des matériaux dans le fossé tout en demeurant protégé. Le chat peut ainsi rouler sur ce support et s'avancer grâce à un système de poulies (B) ou encore sur des rouleaux à l'intérieur du chat actionnés par des leviers.
Le chat se compose d'un auvent sur le devant pour protéger l'ouverture, de palissades et de mantelets pour abriter les hommes affectés à la tâche. Le toit est recouvert de peaux fraîches pour réduire le risque d'incendie.
Sur le dessin, on voit également que les hourds ont été détruits. Ces hourds placés au-dessus des courtines permettent aux défenseurs de viser le pied des remparts et d'attaquer l'ennemi qui s'y trouve. D'où la nécessité de les détruire pour que l'attaque puisse progresser. Ce sont les trébuchets (C) qui se chargent de cette mission. Plus loin, le beffroi avance comme le chat, en remplissant le fossé pour pouvoir rouler jusqu'au rempart.

## Source
- Eugène Viollet-le-Duc, Encyclopédie médiévale, Paris, Georges Bernage, 1978, p. 106-107.